# Actes des Apôtres
Pour les articles homonymes, voir Les Actes des Apôtres (homonymie).
Le récit des Actes des Apôtres (en grec : Πράξεις Ἀποστόλων, Práxeis Apostólōn ; en latin : Actūs Apostolorum ou Acta Apostolorum) est le cinquième livre du Nouveau Testament. Ce texte, qui forme la seconde partie de l’œuvre dédiée « à Théophile », est attribué à Luc par la tradition chrétienne comme par les chercheurs modernes, la première partie étant l'Évangile selon Luc.
Le récit rapporte les débuts de la communauté chrétienne, avec l'Ascension suivie de la Pentecôte, et relate essentiellement la prédication de Paul de Tarse. Il se termine avec la première venue de Paul à Rome, au début des années 60.

## Auteur et datation

### Manuscrits
Dans les manuscrits anciens, les Actes des Apôtres existent en deux grandes versions — avec des variantes — auxquelles la critique a donné les noms de « Texte occidental » et « Texte alexandrin ». Le « Texte occidental » est considéré comme une version antérieure au « Texte alexandrin ». Les Actes des Apôtres que l'on trouve dans les Bibles chrétiennes relèvent tous du « Texte alexandrin ».

### Composition et sources
Selon Blanchetière, « Les Actes des Apôtres ont fait l'objet d'une critique dévastatrice depuis quelques décennies, au point de se voir dénier par certains, en tout ou partie, toute valeur historique. »
Tout usage documentaire impose donc un choix critique préalable sur le texte proprement dit.
En effet, un ensemble de problèmes se posent « et d'abord l'irritante question des sources des Actes ». On s'interroge ensuite sur la nature des liens entre le rédacteur principal et les événements qu'il rapporte : est-il un témoin direct, un simple rédacteur à partir de documents antérieurs, et lesquels ? Si Luc est le rédacteur principal, quelle valeur historique donner à son ouvrage ?

### Auteur

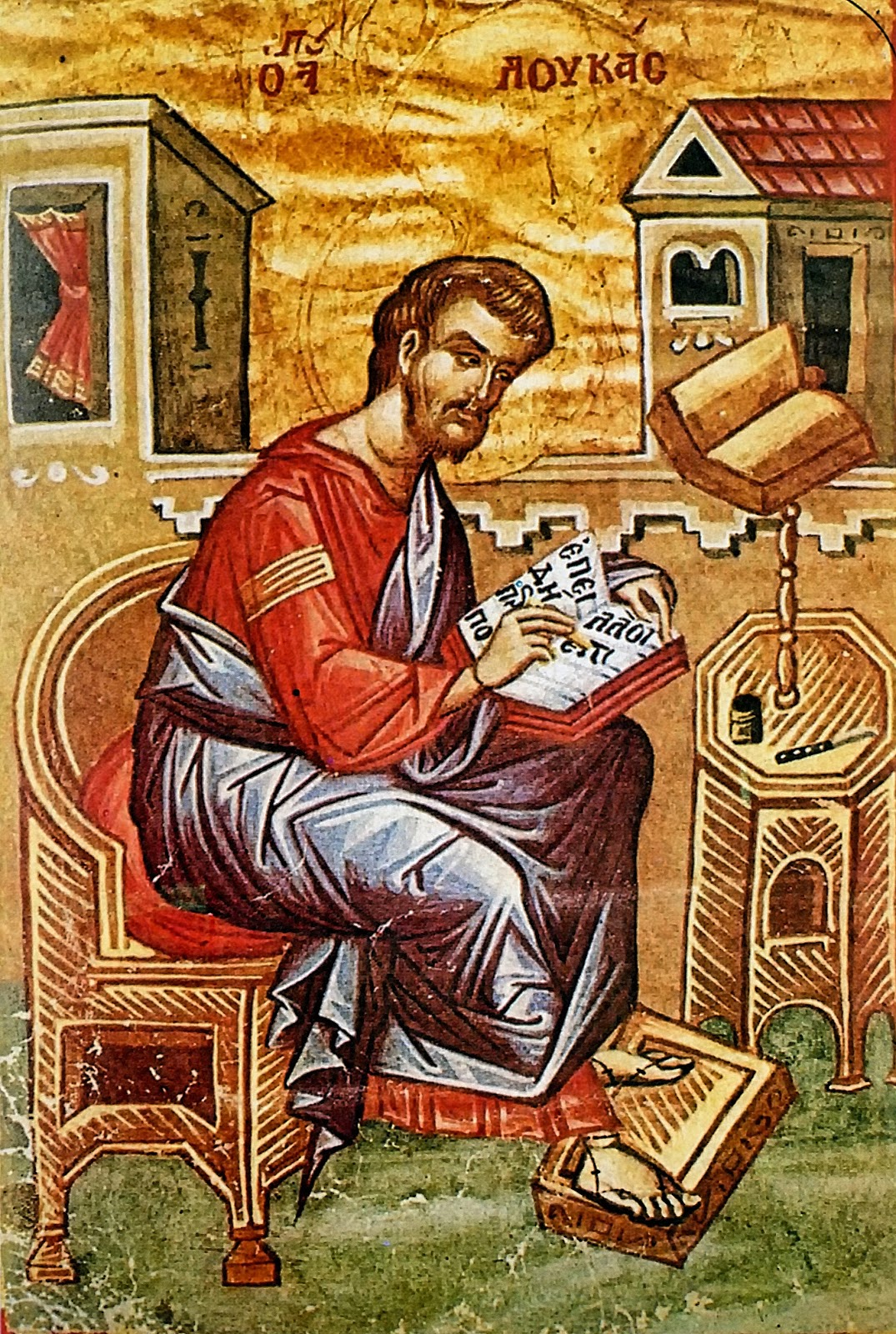
Luc écrivant, peinture du XVe siècle, monastère de la Grande Laure de l'Athos, Grèce.

Les exégètes contemporains, tout comme les historiens, désignent Luc comme étant l'auteur des Actes,. Cette identification recoupe la tradition chrétienne, dont le premier témoin littéraire est Irénée de Lyon vers 180.
Il est admis qu'initialement l'évangile lucanien et les Actes des Apôtres ne formaient qu'un seul ouvrage, nommé « Luc-Actes » par les exégètes. Ce texte se voulait la « première histoire du christianisme ». L'auteur des Actes n'a pas précisé dans son œuvre les sources qu'il a utilisées. Les rapports entre les Actes et l'Évangile selon Luc sont nombreux et notés depuis longtemps.
Dans les années 1980, une hypothèse documentaire a été formulée par Marie-Émile Boismard et Arnaud Lamouille, qui supposent l'existence de plusieurs rédacteurs successifs. Elle n'est plus retenue par les chercheurs modernes, qui insistent au contraire sur l'unité de ton, de style et de vocabulaire des Actes. Ces diverses caractéristiques offrent une telle similitude avec l'Évangile selon Luc qu'il est admis par les spécialistes qu'un même auteur est à l'origine de ces deux textes.
L'image traditionnelle de « Luc, compagnon de Paul », datant d'Irénée de Lyon, est généralement rejetée sans qu’il y ait pour autant unanimité, puisque certains, comme Craig S. Keener, continuent d’affirmer que l’auteur, Luc, est bien le compagnon de Paul, contrairement à la majorité des historiens.
Enfin, la question des quatre « passages en nous » continue de faire débat. Certains, comme Bart Ehrman, y voient une insertion fictive, tandis que d'autres, comme Joseph Fitzmyer, y voient la participation de l'auteur aux événements racontés dans ces passages.[source insuffisante]

### Datation des Actes des Apôtres
La rédaction des Actes est aujourd'hui fixée au cours des années 80-90 par le consensus historien. Par exemple, pour Daniel Marguerat, « La datation des Actes n'est pas antérieure à celle de l'évangile, qui elle-même n'est pas à placer avant 70, puisque Luc 21,20 fait une claire allusion à la destruction de Jérusalem en réinterprétant Mc 13,14 (même note en Lc 19,43-44 et 21,24). Le second tome de l’œuvre à Théophile a dû être rédigé simultanément ou peu après le premier, c'est-à-dire entre 80 et 90. ».
Les arguments en faveur de cette datation l'emportent aujourd'hui sur ceux d'une datation antérieure à la prise de Jérusalem par Titus. D'autres positions sont encore défendues de nos jours mais ne sont pas non plus retenues par l'ensemble des spécialistes.

### Dédicace et titre
Le texte s'adresse à « Théophile », de même que l'évangile lucanien.
La première mention de l’œuvre apparaît chez Irénée de Lyon (deuxième partie du IIe siècle). C'est aussi le premier témoin littéraire du titre « Actes d'Apôtres ». D'autres titres existaient : Actes des Apôtres, Actes des saints Apôtres. Ce titre s'inscrit dans le cadre des écrits gréco-romains qui magnifient la vie des grands hommes en narrant leurs actes.
Daniel Marguerat se demande si Luc aurait souscrit à ce titre car, conformément à l'usage des temps apostoliques, on nommait apôtre uniquement les douze disciples de Jésus, Paul n'en faisant pas partie.

## Contenu

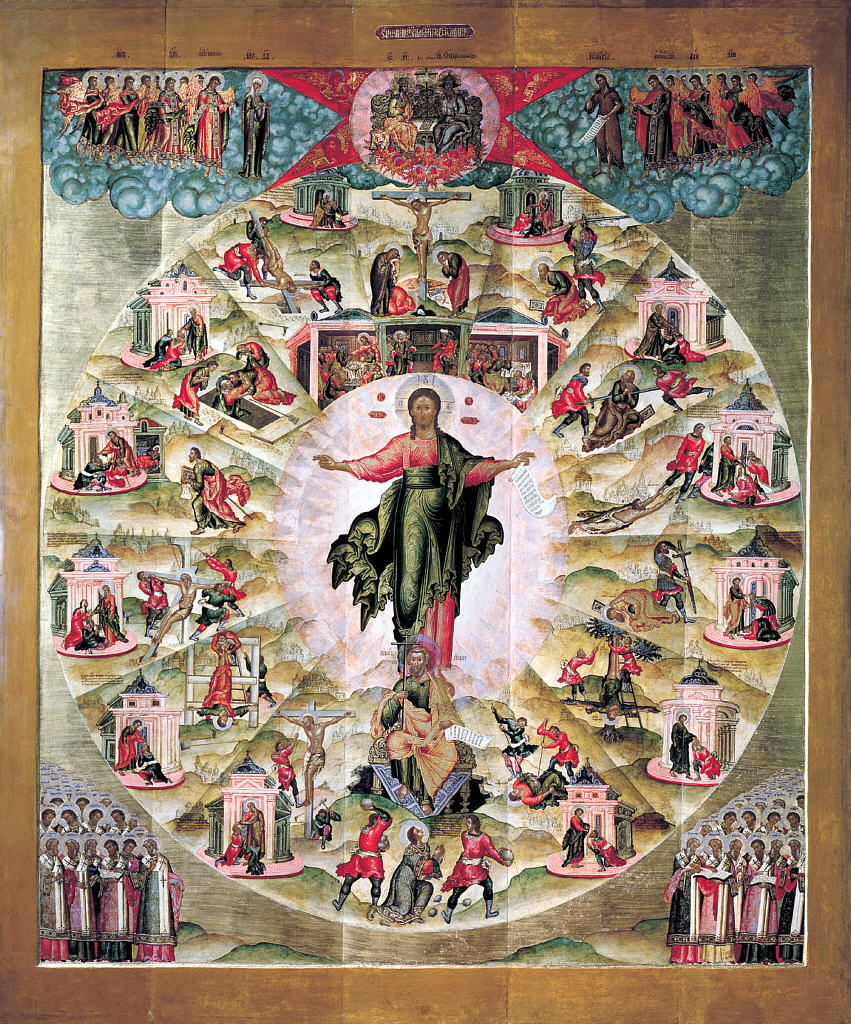
Jésus et les apôtres, icône de Féodor Zoubov (1660).

Les Actes des Apôtres concernent les débuts de l’Église primitive . Lors de la Pentecôte, les premiers disciples de Jésus de Nazareth, qui sont réunis au nombre de cent-vingt, reçoivent l'Esprit saint et une inspiration divine dans le Cénacle de Jérusalem : « comme des langues de feu » se posent sur chacun d'eux, formalisant la venue de l'Esprit dans un épisode de communication inspirée qui permet aux disciples de s'exprimer dans d'autres langues que le galiléen et d'être compris par des étrangers, ce qui a été assimilé soit à du polyglottisme ou de la glossolalie selon les théologiens,,. Le récit insiste à la fois sur l'universalité de l'évènement, qui concerne environ cent vingt disciples de Jésus — au nombre desquels les Douze — et dont sont témoins des gens venus de « toutes les nations », ainsi que sur son caractère cosmique.
Pierre assure des responsabilités dans l'Église de Jérusalem seulement pendant une assez courte période : après l'épisode tragique d'Ananie et Saphire (Ac 5:1-11) il n'apparaît plus comme le décisionnaire, l'assemblée des apôtres ayant pris la relève (Ac 6:2), assistée par les sept premiers diacres. Après la persécution et la dispersion qui suivent la mort d'Étienne, il évangélise en Samarie où il maudit Simon le Magicien, puis dans les villes de la côte avant l'assemblée apostolique du chapitre 15. Apportant aux communautés des élans nouveaux, il est selon les Actes le premier à pénétrer sous le toit d'un incirconcis, le centurion Corneille de Césarée, le baptisant lui et les siens, défendant ensuite lors du concile de Jérusalem l'annonce de l'évangile aux païens.
Paul de Tarse se convertit au Christ lors d'un voyage vers Damas . Il est baptisé par Ananie de Damas. Puis plusieurs voyages pour partager l’Évangile sont racontés, notamment ceux de Paul en compagnie de Barnabé et de « Jean-Marc », c'est-à-dire Marc. Ils visitent Chypre (Paphos), la Pamphylie (Pergé) et prêchent autour d'Antioche de Pisidie. Paul et Barnabé prêchent dans les synagogues et sont souvent mal reçus et forcés de partir brusquement, en raison de leurs discours sur le salut et la Résurrection de Jésus (Actes 13:15-41). Sur le chemin du retour, ils se rendent directement de Pergé à Antioche.
Lors du concile de Jérusalem, l'observance de la Torah par les chrétiens d'origine polythéiste est examinée et la question de la circoncision est notamment soulevée par des pharisiens devenus chrétiens. Débattue par les apôtres et les presbytres (« anciens ») en présence de la communauté, elle est arbitrée par Pierre, qui adopte le principe suivant, accepté par Jacques, l’autre dirigeant de la communauté hiérosolymitaine : Dieu ayant purifié le cœur des païens par la croyance en la messianité de Jésus, il n'y a plus de raison de leur imposer le « joug » de la Torah.